# Zell (Zurigo)
Zell (toponimo tedesco) è un comune svizzero di 5 756 abitanti del Canton Zurigo, nel distretto di Winterthur.

## Monumenti e luoghi d'interesse

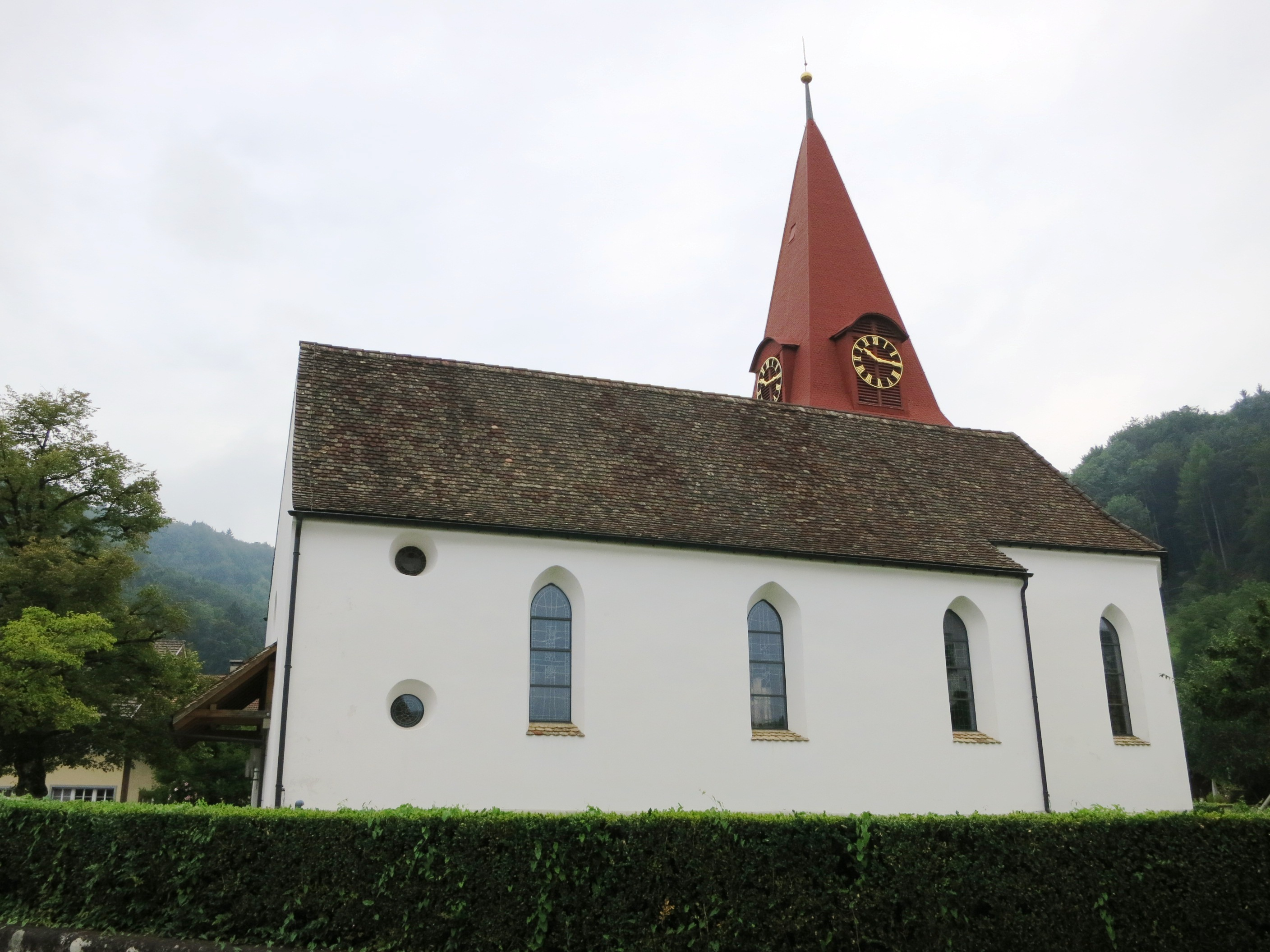
La chiesa riformata

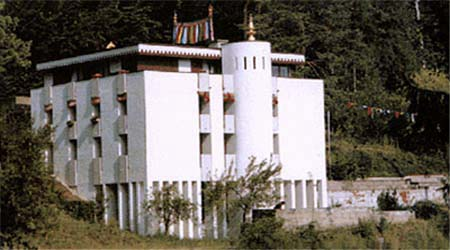
Il monastero buddhista

- Chiesa riformata, eretta nel X secolo e ricostruita nel XVI secolo[1];
- Monastero buddhista tibetano in località Rikon (Tibet-Institut Rikon), il più importante in Svizzera[senza fonte].

## Società

### Evoluzione demografica
L'evoluzione demografica è riportata nella seguente tabella:
Abitanti censiti

## Geografia antropica

### Frazioni
- Au
- Kollbrunn
- Lettenberg
- Oberlangenhard
- Rämismühle
- Rikon
- Unterlangenhard

## Economia
Nella frazione di Rikon ha sede la Kuhn Rikon, ditta di fama internazionale nella produzione di pentolame.

## Infrastrutture e trasporti

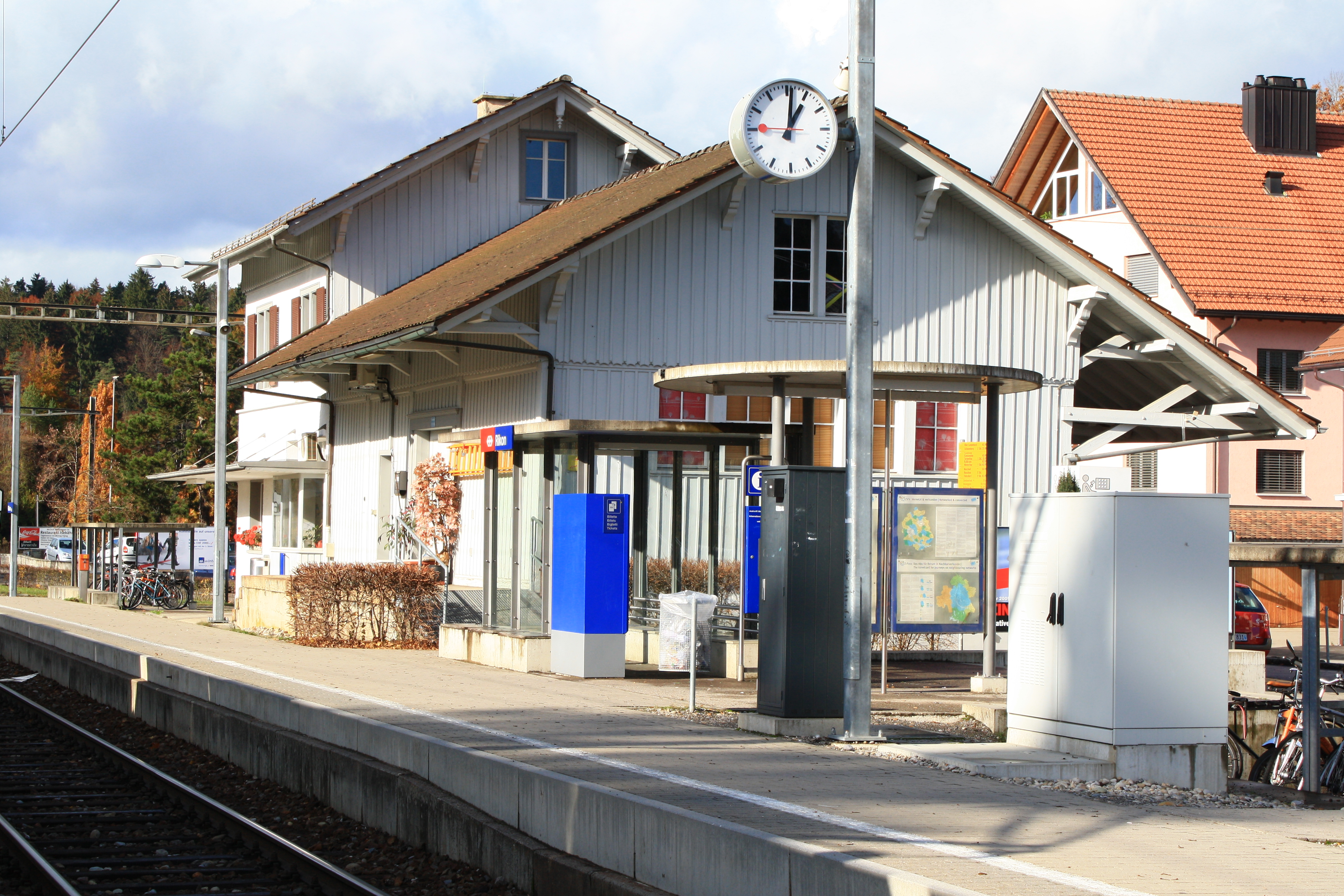
La stazione di Rikon

Zell è servito dalle stazioni di Kollbrunn, di Rämismühle-Zell e di Rikon sulla Tösstalbahn (linea S26 della rete celere di Zurigo).

## Amministrazione
Ogni famiglia originaria del luogo fa parte del cosiddetto comune patriziale e ha la responsabilità della manutenzione di ogni bene ricadente all'interno dei confini del comune.